# Aorta thoracica

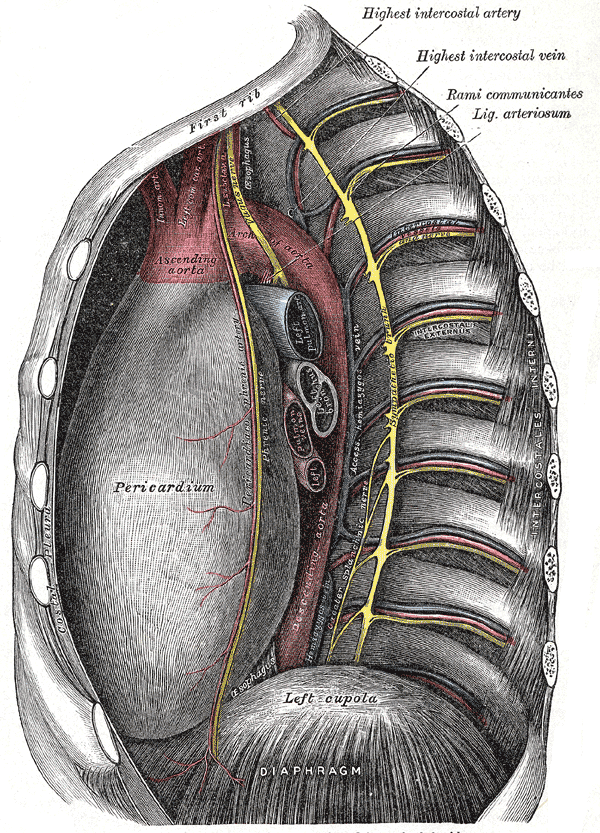
Aorta thoracica des Menschen von links

Die Aorta thoracica („Brustaorta“) ist ein Abschnitt der Hauptschlagader (Aorta) bei Säugetieren. Sie ist die direkte Fortsetzung des Aortenbogens und zieht im Mediastinum in Richtung Zwerchfell. Dort tritt sie durch den Aortenschlitz (Hiatus aorticus) und wird dann als Bauchaorta (Aorta abdominalis) bezeichnet.
Aus der Aorta thoracica entspringen segmental die hinteren Zwischenrippenarterien (Arteriae intercostales posteriores, bei Tieren als Arteriae intercostales dorsales bezeichnet), welche die Brustwand, Brustwirbelsäule, das Rückenmark und die Rückenmuskulatur im Bereich des Brustkorbes versorgen. Außerdem entspringen ihr Äste zur Versorgung der Lunge (Rami bronchiales) und Speiseröhre (Rami oesophagei). Bei vielen Säugetieren entspringen diese Äste aus einem gemeinsamen Hauptstamm, der Arteria bronchooesophagea. Beim Menschen entspringt zudem die obere Zwerchfellarterie (Arteria phrenica superior) aus der Brustaorta, die an der Versorgung des Zwerchfells beteiligt ist.
Bei einer Aussackung der Wand der Brustaorta spricht man von einem thorakalen Aortenaneurysma.